# Step Forward
Step Forward to jeden z pierwszych zespołów straight edge hardcore punk z Umei. Powstał w 1989 roku a ostatni koncert zagrał w 1991 roku. W 1990 nagrali pierwsze demo zatytułowane "I Am Me". Zagrali kilka koncertów w północnej Szwecji, skąd pochodzą. W 1996 roku Desperate Fight Records wydała album Step Forward "Did It Make A Difference". Na płycie znalazły się poprzednie nagrania demo, nagrania koncertowe oraz utwory nagrane na próbach. Po rozpadzie Step Forward Denis Lyxzén założył Refused.

## Dyskografia
- It Did Make a Difference